# جايمي روزنتال
جايمي روزنتال (بالإسبانية: Jaime Rosenthal) هو رائد أعمال وسياسي هندوراسي، ولد في 5 مايو 1936 في سان بيدرو سولا في هندوراس، وتوفي بنفس المكان في 12 يناير 2019 بسبب نوبة قلبية. حزبياً، نشط في الحزب الليبرالي الهندوراسي. وقد انتخب نائب في المؤتمر الوطني في هندوراس.